# فهرست نمایندگی‌های دیپلماتیک در ایران

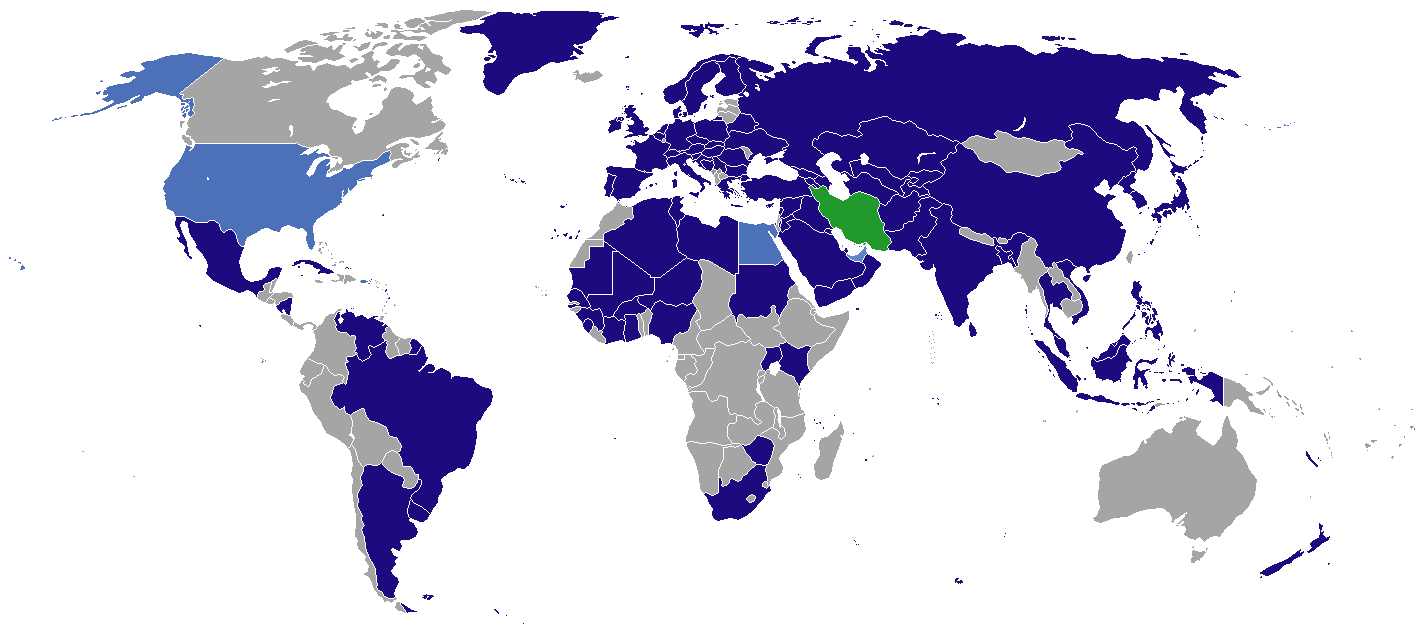
نقشه نمایندگی‌های دیپلماتیک در ایران

فهرست نمایندگی‌های دیپلماتیک در ایران شامل سفارت‌ها و سرکنسولگری‌های سایر کشورهای جهان در ایران است.

## نمایندگی‌های دیپلماتیک در تهران

### سفارت‌ها
1. آرژانتین
2. آفریقای جنوبی
3. آلمان
4. اتریش
5. اردن
6. ارمنستان
7. ازبکستان
8. اسپانیا
9. استرالیا
10. اسلواکی
11. اسلوونی
12. افغانستان[الف]
13. الجزایر
14. امارات متحده عربی
15. اندونزی
16. اروگوئه
17. اوکراین
18. اوگاندا
19. ایتالیا
20. برزیل
21. بورکینافاسو
22. برونئی
23. بریتانیا
24. بلاروس
25. بلژیک
26. بولیوی
27. بلغارستان
28. بنگلادش
29. بوسنی و هرزگوین
30. پاکستان
31. پرتغال
32. تاجیکستان
33. تایلند
34. ترکمنستان
35. ترکیه
36. تونس
37. جمهوری آذربایجان
38. جمهوری چک
39. چین
40. دانمارک
41. روسیه
42. سودان[۲]
43. رومانی
44. زیمبابوه
45. ژاپن
46. ساحل عاج
47. سری‌لانکا
48. سنگال
49. سوئد
50. سوئیس
51. سوریه
52. سیرالئون
53. مغولستان[۳]
54. شیلی
55. صربستان
56. عراق
57. عربستان سعودی[۴]
58. عمان
59. غنا
60. فرانسه
61. فلسطین
62. فنلاند
63. فیلیپین
64. قبرس
65. قرقیزستان
66. قزاقستان
67. قطر
68. کره جنوبی
69. کره شمالی
70. کرواسی
71. کنیا
72. کوبا
73. کویت
74. گرجستان
75. گینه
76. لبنان
77. لهستان
78. لیبی
79. مالزی
80. مالی
81. مجارستان
82. مکزیک
83. موریتانی
84. نروژ
85. نیجریه
86. نیکاراگوئه
87. نیوزیلند
88. هلند
89. هند
90. واتیکان
91. ونزوئلا
92. ویتنام
93. یمن[ب]
94. یونان

### دفترهای حافظ منافع
- آلبانی (دفتر حافظ منافع -  ترکیه حافظ منافع آلبانی در تهران است)[۵][۶][۷]
- کانادا (دفتر حافظ منافع -  ایتالیا حافظ منافع کانادا در تهران است)
- مصر (دفتر حافظ منافع - تحت نظارت وزارت امور خارجه مصر است)
- ایالات متحده آمریکا (دفتر حافظ منافع -   سوئیس حافظ منافع آمریکا در تهران است)

## سرکنسولگری یا کنسولگری‌ها
اهواز
- عراق

بندرعباس
- چین
- هند
- قزاقستان[۸]
- امارات متحده عربی

چابهار
- عمان[۹]

اصفهان
- روسیه
- عراق[۱۰]

گرگان
- قزاقستان
- ترکمنستان[۱۱]

کرمانشاه
- عراق

کیش
- فیلیپین[۱۲]

مشهد
- افغانستان
- جمهوری آذربایجان[۱۳]
- عراق
- کویت[۱۴]
- قرقیزستان
- پاکستان
- عربستان سعودی[۱۵]
- تاجیکستان
- ترکمنستان
- ترکیه

رشت
- روسیه

شیراز
- هند
- کنیا[۱۶]
- قطر[۱۷]

تبریز
- ارمنستان
- جمهوری آذربایجان
- ترکیه

ارومیه
- ترکیه

زاهدان
- افغانستان
- هند
- پاکستان

## سفارتخانه‌های غیرمقیم در تهران

### مقیمابوظبی،امارات متحده عربی
- مالدیو
- تانزانیا[۱۸]
- پاناما

### مقیمآنکارا،ترکیه
- آلبانی
- آنگولا[۱۹]
- استونی
- لیتوانی[۲۰]
- مولدووا
- مقدونیه شمالی
- پاراگوئه[۲۱]
- سودان جنوبی

### مقیمشهر کویت،کویت
- جمهوری آفریقای مرکزی
- هندوراس
- توگو

### مقیملندن،بریتانیا
- دومینیکا
- تونگا
- وانواتو

### مقیمدهلی نو،هند
- بوتان (کشور)
- بوتسوانا[۲۲]
- کامبوج
- کلمبیا
- لائوس
- مغولستان
- پرو

### مقیمریاض،عربستان سعودی
- کامرون
- چاد

### مقیممسکو،روسیه
- کاستاریکا
- کیپ ورد

### مقیمنیویورک،ایالات متحده آمریکا
- گواتمالا[۲۳]
- نائورو

### مقیماسلام‌آباد،پاکستان
- میانمار
- نپال[۲۴]

### مقیم سایر شهرها
- هائیتی (دوحه)
- ایسلند (اسلو)
- مالت (والتا)[۲۵]
- مالاوی (قاهره)
- سنگاپور (سنگاپور)[۲۶]
- سائوتومه و پرنسیپ (آدیس آبابا)
- تایوان (دبی)
- تیمور شرقی (جاکارتا)

## نمایندگی‌های سابق
| شهر میزبان | نمایندگی از کشور    | نوع نمایندگی | سالی تعطیلی | منبع          |
| ---------- | ------------------- | ------------ | ----------- | ------------- |
| تهران      | بحرین               | سفارت        | ۲۰۱۶        | [ ۲۷ ]        |
| تهران      | بنین                | سفارت        | ۲۰۲۰        |               |
| تهران      | بوروندی             | سفارت        | نامعلوم     |               |
| تهران      | کانادا              | سفارت        | ۲۰۱۲        | [ ۲۸ ]        |
| تهران      | کلمبیا              | سفارت        | ۲۰۰۲        | [ ۲۹ ]        |
| تهران      | کومور               | سفارت        | ۲۰۱۶        |               |
| تهران      | اکوادور             | سفارت        | ۱۹۷۸        | [ ۳۰ ]        |
| تهران      | مصر                 | سفارت        | ۱۹۷۹        |               |
| تهران      | اتیوپی              | سفارت        | ۱۹۹۷        | [ ۳۱ ]        |
| تهران      | گابن                | سفارت        | دهه ۱۹۸۰    | [ ۳۲ ]        |
| تهران      | گامبیا              | سفارت        | نامعلوم     |               |
| تهران      | جمهوری ایرلند       | سفارت        | ۲۰۱۲        | [ ۳۳ ]        |
| تهران      | اسرائیل             | سفارت        | ۱۹۷۹        | [ ۳۴ ] [ ۳۵ ] |
| تهران      | مراکش               | سفارت        | ۲۰۱۸        | [ ۳۶ ]        |
| تهران      | پرو                 | سفارت        | ۱۹۷۸        | [ ۳۰ ]        |
| تهران      | سومالی              | سفارت        | ۲۰۱۶        | [ ۳۷ ]        |
| تهران      | سودان               | سفارت        | ۲۰۱۶        |               |
| تهران      | ایالات متحده آمریکا | سفارت        | ۱۹۷۹        |               |
| تهران      | زامبیا              | سفارت        | نامعلوم     |               |
| تبریز      | ایالات متحده آمریکا | سرکنسولگری   | ۱۹۷۹        |               |

## نگارخانه

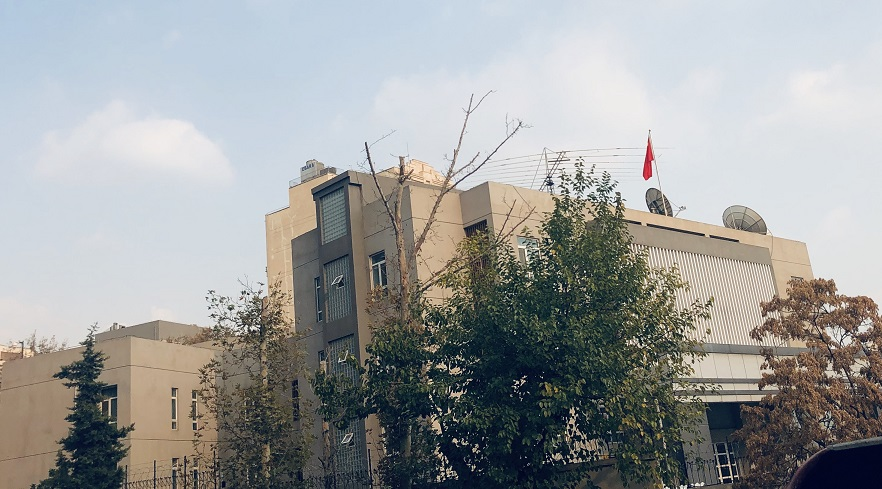
سفارت چین در تهران
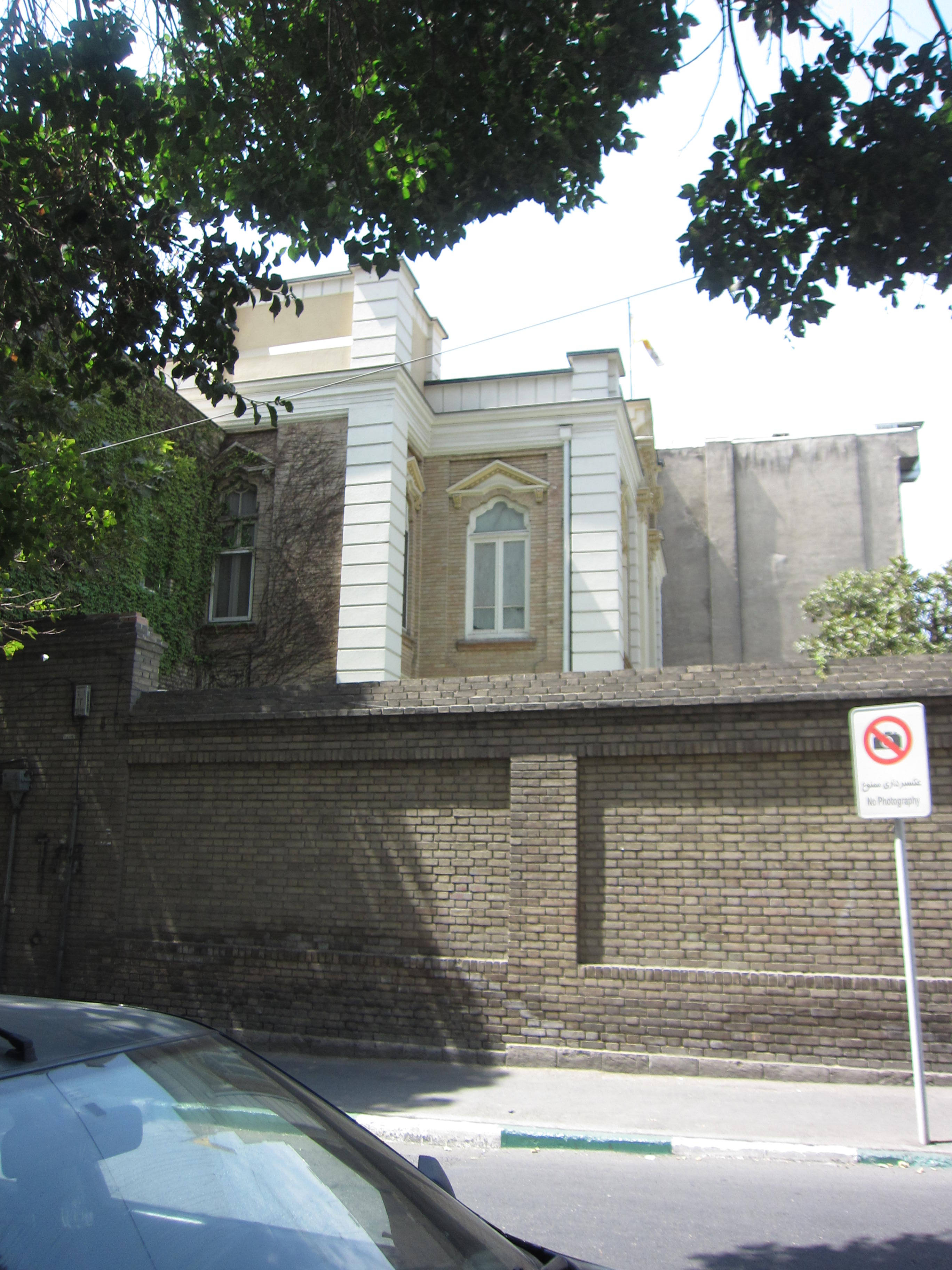
مقرّ نونسیو فرستاده سریر مقدس
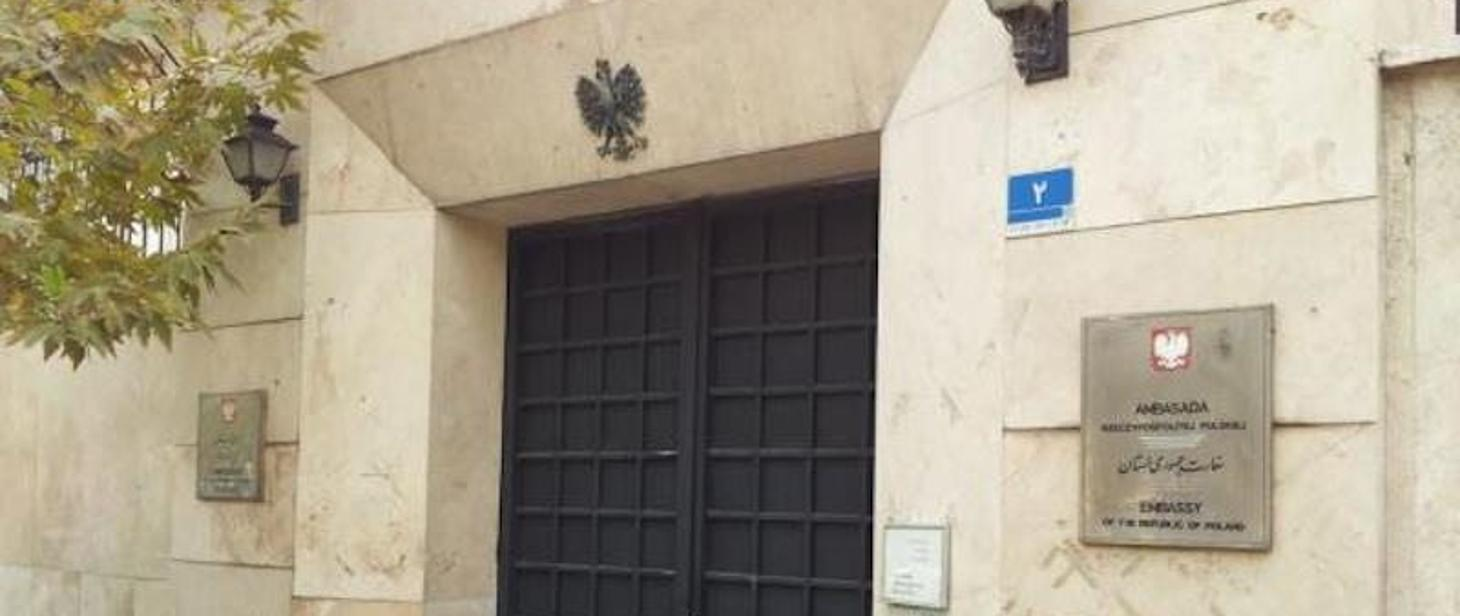
سفارت لهستان در تهران
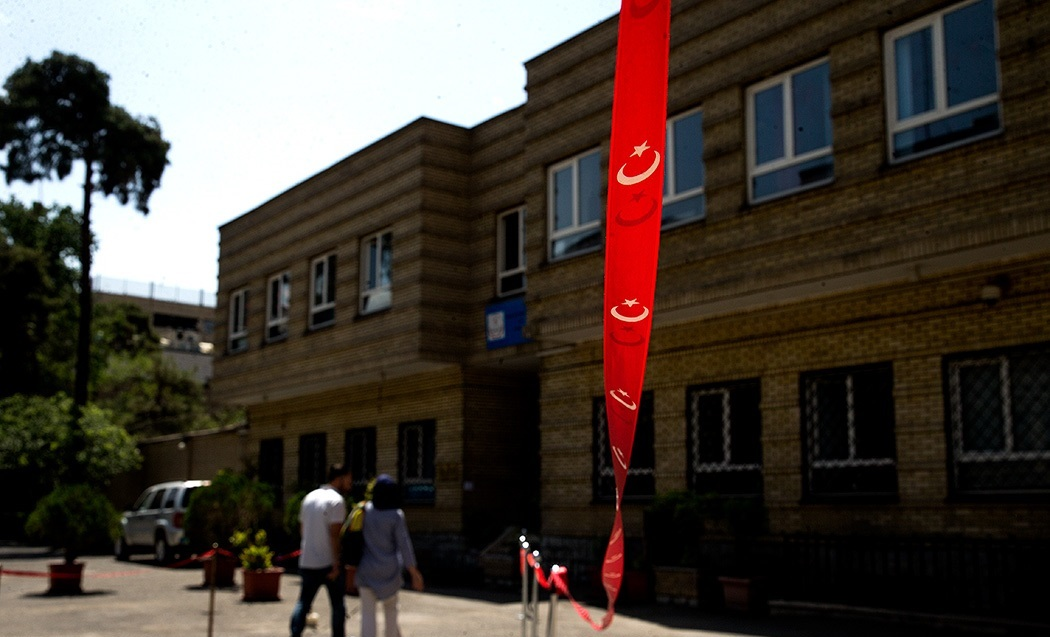
سفارت ترکیه در تهران
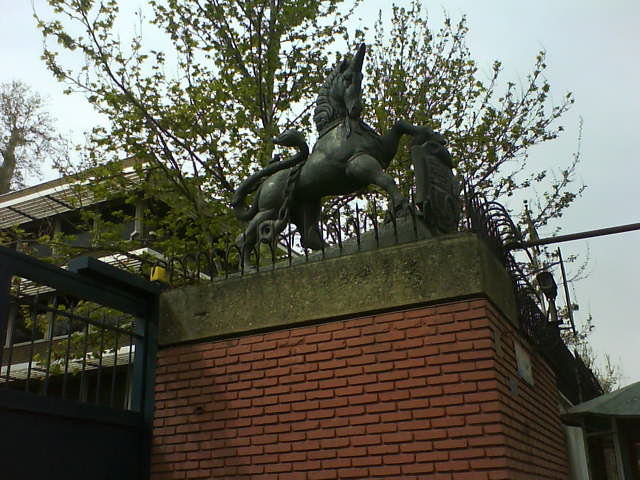
سفارت بریتانیا در تهران

## نشانی‌ها
| نام کشور                   | نشانی سفارتخانه در تهران |
| -------------------------- | --- |
| آرژانتین                   | دروس، خیابان یارمحمدی، خیابان قو، شماره ۶ |
| جمهوری آفریقای مرکزی       | خیابان آجودانیه، کوچه پنجم غربی، شماره ۲۲ |
| آفریقای جنوبی              | میدان تجریش خیابان ولیعصر، خیابان یکتا، شماره ۵ |
| آلمان                      | خیابان فردوسی روبروی بانک مرکزی، شماره ۳۲۴ |
| اتریش                      | نیاوران، خیابان باهنر، خیابان مقدسی، خیابان زمانی، کوچه میر وَلی، شماره ۸ دفتر فرهنگی: خیابان سهروردی، خیابان خرمشهر، خیابان عربعلی، خیابان ششم، نبش سیبویه، شماره ۱    |
| اتیوپی                     | خیابان دارآباد، نرسیده به کاشانک، شماره ۳۸ |
| اردن                       | شهرک غرب، بلوار فرحزادی، خیابان شجریان شمالی، کوچه فروردین ۲ |
| ارمنستان                   | خیابان جمهوری اسلامی، خیابان رازی، خیابان استاد شهریار، شماره ۱ |
| اروگوئه                    | بزرگراه آفریقا، خیابان شهید عاطفی شرقی، کوچه شبنم، شماره ۴۵ |
| ازبکستان                   | خیابان پاسداران بالاتر از تقاطع فرمانیه، خیابان بوستان کوی نسترن |
| اسپانیا                    | دروس، بلوار شهرزاد، خیابان شادی، خیابان عباس اسدی، شماره ۱۰ |
| استرالیا                   | خیابان خالد اسلامبولی خیابان بیست و سوم، شماره ۱۳ |
| استونی                     | خیابان خردمند، خیابان ۱۸، شماره ۴ |
| اسلواکی                    | بزرگراه آفریقا خیابان بابک مرکزی، شماره ۲۴ |
| اسلوونی                    | خیابان سید حسن نصرالله خیابان هفتم، شماره ۱۰ |
| افغانستان                  | خیابان دکتر بهشتی خیابان پاکستان، کوچه چهارم |
| اوکراین                    | خیابان شهید باهنر، کوچه قادری، شماره ۱۰ |
| اکوادور                    | خیابان زعفرانیه، خیابان ملکی، خیابان قائم، شماره ۱۸ |
| الجزایر                    | خیابان ایران زمین، خیابان مهستان، کوچه یازدهم، شماره ۲۰ |
| امارات متحده عربی          | خیابان ولیعصر خیابان شهید دستگردی، شماره ۳۳۵ |
| اندونزی                    | خیابان قائم‌مقام فراهانی، شماره ۲۱۰ |
| اوگاندا                    | بلوار آفریقا، خیابان طاهری، شماره ۵۹ |
| ایالات متحده آمریکا        | تقاطع خیابان‌های مفتح و طالقانی (بسته شده) دفتر حافظ منافع از سوی سوئیس: خیابان پاسداران، نبش خیابان پایدارفرد ("امیر ابراهیم" پیشین) خیابان شهید موسوی (۵ام)، شماره ۳۹ |
| ایتالیا                    | خیابان نوفل‌لوشاتو، شماره ۸۱ |
| ایسلند                     | خیابان ولیعصر، محمودیه، خیابان شهید مرتضی فیاضی، شماره ۳۲–۳۰ |
| جمهوری ایرلند              | خیابان سید جمال‌الدین اسدآبادی، نبش خیابان ۵۰ام، شماره ۶، واحد ۲ |
| باربادوس                   | خیابان فردوسی، شماره ۱۹۸ |
| باهاما                     | خیابان فردوسی، شماره ۱۹۸ |
| بحرین                      | خیابان سید حسن نصرالله، خیابان سی و یکم، شماره ۱۶ |
| برزیل                      | میدان ونک، خیابان ونک، شماره ۵۸ |
| بریتانیا                   | خیابان فردوسی، شماره ۱۴۳ |
| برونئی دارالسلام           | خیابان ولیعصر، خیابان دستگردی، شماره ۳۱۸ |
| بلاروس                     | زعفرانیه، خیابان شهید طاهری، خیابان آبان، کوچه آذر، شماره ۱ |
| بلژیک                      | خیابان شهید فیاض بخش، خیابان شبدیز، کوچه بابک، شماره ۳ |
| بلغارستان                  | خیابان ولیعصر، خیابان شهید عباسپور، خیابان نظامی گنجوی، شماره ۸۲ |
| بنگلادش                    | خیابان قندی، خیابان پنجم ساختمان، شماره ۱۴ |
| بنین                       | بزرگراه ارتش، نفت مینی سیتی، خیابان آبادان، کوچه سوم شرقی، شماره ۴ |
| بوسنی و هرزگوین            | خیابان دکتر بهشتی، خیابان حرم، شماره ۱۷ |
| بورکینافاسو                | بزرگراه آفریقا، خیابان تابان غربی، شماره ۲۵ |
| بوروندی                    | بلوار ارتش، شهرک نفت، خیابان آبادان، شماره ۴ |
| بولیوی                     | خیابان سعادت آباد، خیابان ۲۵ قره تپه، شماره ۷۹ |
| پاکستان                    | خیابان دکتر فاطمی، خیابان احمد اعتمادزاده، بلوک شماره ۱ |
| پرتغال                     | دروس، خیابان هدایت، خیابان روزبه، شماره ۱۶ |
| تاجیکستان                  | نیاوران، خیابان شهید زینالی، شماره ۱۰ |
| تایلند                     | خیابان بهارستان، پارک امین الدوله، شماره ۴ |
| تایوان(دفتر اقتصادی)       | بلوار نلسون ماندلا، خیابان بنیسی، شماره ۴۷ |
| ترکمنستان                  | خیابان پاسداران خیابان گلستان پنجم، شماره ۹ |
| ترکیه                      | خیابان فردوسی، شماره ۳۱۴ |
| تونس                       | بزرگراه آفریقا، خیابان نور، شماره ۷۳ |
| جمهوری چک                  | فرمانیه، خیابان بوستان، کوچه نسترن، شماره ۳۶ |
| چین                        | خیابان پاسداران، نگارستان هفتم، شماره ۱۳ |
| دانمارک                    | الهیه، خیابان شریعتی، نزدیک پل صدر، خیابان هدایت، خیابان دشتی، شماره ۱۰                                                                                                |
| روسیه                      | خیابان نوفل‌لوشاتو، شماره ۳۹ |
| رومانی                     | خیابان بهارستان، خیابان فخرآباد، شماره ۱۲ |
| زامبیا                     | خیابان سید حسن نصرالله(وزرا)، خیابان بیست و هفتم، شماره ۱۰ |
| زیمبابوه                   | خیابان الهیه، خیابان استانبول، کوچه عروس، بن‌بست پامچال، شماره ۲ |
| ژاپن                       | خیابان احمد قصیر، خیابان پنجم |
| ساحل عاج                   | پارک‌وی، خیابان محمودیه، کوچه تیر، شماره ۲۶ |
| سری‌لانکا                   | بزرگراه آفریقا، خیابان آرش، شماره ۶ |
| سنت کیتس و نویس            | خیابان فردوسی، شماره ۱۹۸ |
| سنگال                      | خیابان ولیعصر، خیابان قبادیان، شماره ۴۸/۲ |
| سنت لوسیا                  | خیابان فردوسی، شماره ۱۹۸ |
| سنت وینسنت و گرنادین‌ها     | خیابان فردوسی، شماره ۱۹۸ |
| سوئد                       | پاسداران، بالاتر از خیابان فرمانیه، خیابان بوستان، نبش کوچه نسترن، شماره ۲۷                                                                                            |
| سوئیس                      | خیابان الهیه، خیابان بوستان، شماره ۱۳/۱ |
| سوریه                      | بزرگراه آفریقا، خیابان ایرج، شماره ۱۹ |
| سودان                      | بزرگراه آفریقا، خیابان اسفندیار، شماره ۱۶ |
| سومالی                     | خیابان شریعتی، خیابان سهیل، شماره ۲۰ |
| سیرالئون                   | خیابان اقدسیه، تقاطع آجودانیه، خیابان شهید موحد دانش، شماره ۵۱ |
| شیلی                       | خیابان شریعتی، خیابان خزر شمالی، کوچه هرمز، شماره ۴ |
| جمهوری دموکراتیک عربی صحرا | بلوار میرداماد، میدان مادر، خیابان شاه نظری، بن‌بست آذرکان، شماره ۲ |
| صربستان                    | ولنجک، خیابان نهم، شماره ۱۲ |
| عراق                       | خیابان ولیعصر، نرسیده به میدان ولیعصر، جنب وزارت بازرگانی |
| غنا                        | خیابان زعفرانیه، خیابان امیری سوری، شماره ۵ |
| عمان                       | بزرگراه آفریقا، خیابان تندیس، شماره ۱۰ |
| فرانسه                     | نوفل لوشاتو، شماره ۸۵ |
| فلسطین                     | خیابان فلسطین، شماره ۱۴۵ |
| فنلاند                     | قیطریه، خیابان شریعتی، خیابان میرزاپور، خیابان حدادیان، شماره ۲ |
| فیلیپین                    | بزرگراه آفریقا، خیابان گل آذین، شماره ۲۴ |
| قبرس                       | خیابان شهید فلاحی، خیابان کاوه پرزین، شماره ۳۹ |
| قزاقستان                   | خیابان دروس، خیابان هدایت، شماره ۴ |
| قرقیزستان                  | خیابان پاسداران، خیابان نارنجستان پنجم، شماره ۲۴ |
| قطر                        | بزرگراه آفریقا، خیابان گل آذین، شماره ۴ |
| کانادا                     | خیابان استاد مطهری، خیابان شهید سرافراز، شماره ۵۷ (بسته شده) |
| کرواسی                     | خیابان پاسداران، خیابان بهستان یکم، شماره ۲۵ |
| کره جنوبی                  | میدان ونک، خیابان شیخ بهایی، خیابان دانشور غربی، شماره ۲ |
| کره شمالی                  | جنت‌آباد، نبش بهارستان ۱۳، شماره ۳۱ |
| کویت                       | بزرگراه آفریقا، خیابان مهیار، شماره ۱۵ |
| کلمبیا                     | خیابان دروس، خیابان هدایت، خیابان فریار، شماره ۵ |
| کنیا                       | بزرگراه آفریقا، خیابان هرمز ستاری، شماره ۶۰ |
| کوبا                       | بزرگراه آفریقا، خیابان شهید عاطفی شرقی، بن‌بست شبنم، شماره ۲۱ |
| جمهوری دموکراتیک کنگو      | خیابان خالد اسلامبولی، خیابان بیستم، شماره ۲۰ |
| جمهوری کنگو                | خیابان خالد اسلامبولی، خیابان بیستم، شماره ۲۰ |
| کومور                      | خیابان شریعتی، خیابان ملک، شماره ۸ |
| گامبیا                     | خیابان شریعتی، خیابان ملک، شماره ۱۰ |
| گرجستان                    | خیابان پاسداران، گلستان دوم، شماره ۹۲ |
| گینه                       | خیابان شریعتی، خیابان ملک، شماره ۱۰ |
| گینه بیسائو                | خیابان شریعتی، خیابان ملک، شماره ۸ |
| لبنان                      | خیابان سپهبد قرنی، خیابان شهید کلانتری، شماره ۳۱ |
| لسوتو                      | بزرگراه آفریقا، بلوار گلشهر، شماره ۱۴ |
| لهستان                     | بزرگراه آفریقا خیابان شهید یزدان پناه شماره ۳ |
| لیبی                       | خیابان شهید مطهری، نرسیده به خیابان شهید مفتح، شماره ۱۶۳ |
| لیتوانی                    | ولنجک، خیابان چهل و چهارم |
| مالت                       | میرداماد، میدان مادر، خیابان وزیری پور، شماره ۴ |
| مالزی                      | خیابان ولیعصر، محمودیه، خیابان شهید مرتضی فیاضی، شماره ۲۲ |
| مالی                       | خیابان قیطریه، خیابان بهار جنوبی، خیابان جهرمی، خیابان بهرام، کوچه آریا غربی، شماره ۲۲                                                                                 |
| مجارستان                   | دروس، میدان هدایت، خیابان شادلو، شماره ۱۰ |
| مراکش                      | خیابان نیاوران، خیابان جهانبخش، کوچه چکاوک شماره ۴ |
| مصر (دفتر حفاظت منافع)     | ولنجک، خیابان ۱۳ام، شماره ۱۶ |
| مغولستان                   | بلوار نلسون ماندلا، خیابان تور، شماره ۴۱ |
| مقدونیه شمالی              | خیابان سید حسن نصرالله (وزرا)، خیابان چهارم، شماره ۷ |
| موریتانی                   | خیابان شریعتی، خیابان ملک، شماره ۸ |
| مونته‌نگرو                  | خیابان ولیعصر، خیابان شهید امیر فیاضی، کوچه امیر تیمور، شماره ۱۲ |
| مکزیک                      | خیابان نلسون ماندلا، خیابان گلفام، شماره ۱۲ |
| نپال                       | خیابان سعادت آباد، خیابان علامه جنوبی، شماره ۱۴۳ |
| نروژ                       | خیابان فرمانیه، دیباجی شمالی، خیابان یاسمن، شماره ۷۲ |
| نیجریه                     | خیابان سید حسن نصرالله (خیابان وزرا)، خیابان سی و یکم، شماره ۹ |
| نیکاراگوئه                 | خیابان سعادت آباد، خیابان قره تپه، شماره ۷۹ |
| نیوزیلند                   | نیاوران، اقدسیه، گلستان شمالی، خیابان قاسمی، نبش کوچه پارک دوم و خیابان سوسن، شماره ۱                                                                                  |
| واتیکان                    | خیابان نوفل‌لوشاتو نبش چهارراه رازی، شماره ۹۷ |
| ونزوئلا                    | خیابان احمد قصیر، خیابان نهم، شماره ۳۱ |
| ویتنام                     | خیابان پسیان، خیابان اردیبهشت شرقی، شماره ۶ |
| هند                        | خیابان بهشتی، خیابان میرعماد، خیابان نهم، شماره ۴۶ |
| هلند                       | فرمانیه، خیابان دیباجی شمالی، خیابان ارغوان غربی، شماره ۶۰ |
| یمن                        | بزرگراه آفریقا، بلوار گلستان، خیابان گیتی، شماره ۱۵ |
| یونان                      | بزرگراه آفریقا، خیابان اسفندیار، شماره ۴۳ |

## نکات
1. ↑  تا ۱۹ اکتبر ۲۰۲۲، هیچ کشوری هنوز امارت اسلامی افغانستان را به عنوان دولت قانونی افغانستان به رسمیت نشناخته است، اگرچه دولت ایران با طالبان دارای روابط دیپلماتیک است.
2. ↑  سفارت یمن در ایران به جای دولت به رسمیت شناخته شده بین‌المللی یمن، تحت نظارت شورای عالی سیاسی به رهبری حوثی‌ها است.